# 海陵区
海陵区是中國江苏省泰州市的市辖区。1996年8月12日前为县级泰州市。地处江苏省腹部，宁通公路（ 328国道）中段，卤汀河、南官河、泰东河、引江河、新通扬运河、老通扬运河六条航道的交会点。西邻江都市，北、东与姜堰区接壤，南接高港区。区域总面积为203.5平方公里，其中城区面积23.75平方公里。区人民政府驻府前路26号。
海陵区具有2000多年的历史。公元前195年吴王刘濞“东煮海水为盐”，在海陵建太仓（后名海陵仓），并“开邗沟，通运海陵”。《太平寰宇记》称“海诸之陵，因以为仓。海陵之名从此始。”公元937年，在海陵县置泰州，取国泰民安之意，“泰州”之名由此而始。

## 历史
- 西汉，海陵县属临淮。
- 新莽，海陵县改称亭间，属淮平郡。
- 东汉，海陵县属广陵郡。
- 三国，江淮之间为魏吴战场，海陵县废。
- 西晋，武帝太康元年（公元280年）海陵县复立，属广陵郡。
- 东晋、刘宋、南齐，海陵县属广陵郡。
- 梁，海陵县改属海陵郡。(海陵郡设置于东晋义熙七年（411），下辖建陵、临江、如皋、宁海、蒲涛5个县，郡治所在地不详。）
  - 刘宋明帝泰豫元年（472）增辖临泽县。
  - 武帝永明元年（483）、五年先后增设齐昌、海安2个县。
  - 梁时海陵郡郡治移治海陵县，下辖海陵、建陵、宁海、如皋、临江、蒲涛、临泽7个县。海陵郡属南兖州。
- 北齐，南兖州改称东广州，海陵郡属东广州，仍辖海陵等7个县。
- 陈，宣帝太建五年（573），东广州复称南兖州，海陵郡属南兖州，仍辖海陵等7个县。
- 北周，南兖州改称吴州，海陵郡属吴州，辖海陵、建陵、如皋、宁海、临泽5个县。蒲涛县、临江县并入宁海县。
- 隋开皇元年（581年），海陵郡废。建陵县并入海陵县，如皋县并入宁海县，临泽县并入高邮县。不久，海陵县分出江浦县。海陵县属吴州。
  - 开皇九年，吴州改称扬州，海陵县属扬州。
  - 炀帝大业初年，扬州改为江都郡，海陵县属江都郡。江浦县又并入海陵县。
- 唐，高祖武德三年，海陵县改称吴陵县，以县设置吴州。
  - 武德七年吴州废，复称海陵县，属邗州。武德九年，邗州改称扬州，海陵县属扬州。宁海县并入海陵县。
  - 中宗景龙二年，分海陵县东境设置海安县。
  - 玄宗开元十年，海安县又并入海陵县。
- 杨吴，海陵县属江都府。
  - 高祖武义二年，分海陵北境招远场设置兴化县。
  - 睿帝乾贞中，于海陵县设置海陵制置院。
- 南唐烈祖升元元年（937年）升海陵为泰州。又分海陵南境5个乡设置泰兴县。泰州下辖海陵、泰兴、盐城、兴化4个县。
  - 元宗保大十年分海陵县如皋场设置如皋县，泰州增辖如皋县。同年又于海陵县东境设置静海制置院。马令《南唐书》卷一：“改元升元，……以扬州海陵县为泰州。”王象之《舆地纪胜》卷四十：“相传以为取通泰之义。”海陵县为泰州州治所在地。
- 后周，以泰州为团练州，属扬州。仍辖海陵等5个县。
- 北宋，太祖乾德五年，泰州由团练州降为军事州，属淮南道。
  - 太宗至道三年分全国为15路，泰州属淮南路。
  - 神宗熙宁五年淮南路分为东西两路，泰州属淮南东路。
  - 太宗太平兴国前，泰州仍辖海陵等5个县。
  - 太平兴国二年盐城改属楚州后，泰州辖海陵、兴化、泰兴、如皋4个县。
- 南宋，泰州为军事州，属淮南东路。
  - 高宗建炎四年，兴化县改属承州，泰州辖海陵、如皋、泰兴3个县。
  - 绍兴五年，泰兴县改属扬州，兴化县废为镇并附入海陵县，泰州辖2个县。
  - 绍兴十年，泰兴县改属泰州，泰州治所一度移至泰兴沙上。
  - 绍兴十二年，泰兴县再次改属扬州。
  - 绍兴十九年复设兴化县，仍属泰州。
  - 孝宗乾道二年，兴化县改属高邮军，不久又属泰州。
  - 淳熙四年，兴化县再次改属高邮军，泰州仅辖海陵、如皋2个县。
- 元，世祖至元十四年，设置泰州路，属淮东道。
  - 至元十九年属江淮行省。
  - 至元二十一年，泰州路改为泰州，属扬州路。泰州辖海陵、如皋2个县。
- 明，太祖洪武初年，海陵县省入泰州。泰州属扬州府，辖如皋县。
- 清，泰州属扬州府，辖如皋县。
  - 世宗雍正三年，如皋县改属通州，从此泰州不再辖县，成为散州。
  - 高宗乾隆三十三年分泰州东北境设置东台县。
- 民国元年，南京临时政府裁府废州，泰州改称泰县。
  - 民国3年，江苏省分为5道，泰县属淮扬道。
  - 民国6年道废，泰县属江苏省。
  - 民国21年，江苏省划为15个行政区，泰县属泰县行政区，泰县行政区辖泰县、泰兴、靖江、东台。
  - 民国23年，江苏省划为9个行政督察区，泰县属江都行政督察区。
  - 民国24年，江苏省划为10个行政督察区，泰县属第五行政督察区。
  - 民国29年10月，新四军东进抗日，在泰县东部建立民主政权泰县县政府，隶属通如靖泰临时行政委员会。委员会撤销后，先后隶属苏北临时行政委员会、苏中区行政委员会第三行政区、苏皖边区第一行政区、华中行政办事处第一行政区，直到38年1月泰县全境解放。
  - 又，民国30年2月至34年8月，日军侵占泰县，成立伪政府，先后隶属伪苏北行营与苏北绥靖主任公署。
  - 民国38年1月22日设立泰州市，属华中行政办事处第一行政区。5月，华中行政办事处第一行政区改称苏北泰州行政区，辖泰州市及泰兴、靖江、泰县、海安、如皋、东台、台北7个县。
- 中华人民共和国成立后，1950年1月，苏北泰州行政区与苏北扬州行政区合并为苏北泰州行政区，专员公署驻泰州，下辖2市9县：泰州市、扬州市、泰县、泰兴、靖江、江都、高邮、宝应、兴化、六合、仪征。原所辖如皋、海安2县划属南通行政区，东台、台北两县划属盐城行政区。泰州行政区属苏北行政区，扬州市直属苏北行政区后，泰州行政区辖1市9县。
  - 1950年5月8日，泰州市、泰县合并，称泰县，县政府驻泰州，属泰州行政区。10月7日分治，泰州市建制恢复，仍属泰州行政区。
  - 1953年1月，泰州行政区撤销。泰州市划归扬州行政区。
  - 1954年11月，泰州市改为省辖市，并受扬州专署督导。1958年7月，又改为专署辖市。
  - 1959年1月9日，泰州市、泰县再度合并，称泰州县，县政府驻泰州，属扬州专区。
  - 1962年5月24日，泰州县撤销，泰州市建制恢复，泰州市政府驻泰州，仍属扬州专区。
  - 1971年5月，扬州专区改称扬州地区，泰州市属扬州地区，为地辖市。
  - 1983年1月，江苏省实行市管县体制，泰州市属扬州市。
  - 1996年8月12日，经国务院批准，扬州市进行行政区划调整，县级泰州市从扬州市划出，组建地级泰州市，下辖海陵区、靖江市、泰兴市、姜堰市、兴化市。

## 行政区划
海陵区下辖10个街道办事处、4个镇：
城东街道、城西街道、城南街道、城中街道、城北街道、京泰路街道、红旗街道、凤凰街道、寺巷街道、明珠街道、九龙镇、罡杨镇、苏陈镇、华港镇、海陵工业园区、农业示范园区和火车站街区。
凤凰街道、寺巷街道、明珠街道由泰州医药高新技术产业开发区托管。

## 人口
根据第七次全国人口普查数据，截至2020年11月1日零时，海陵区住人口为577016人。

## 历史文化街区
- 五巷-涵西街（稻河）：面积6.19公顷。
- 城中：面积5.88公顷。
- 涵东街：面积4.78公顷。
- 渔行水村：面积2.78公顷。